# Mick Farren

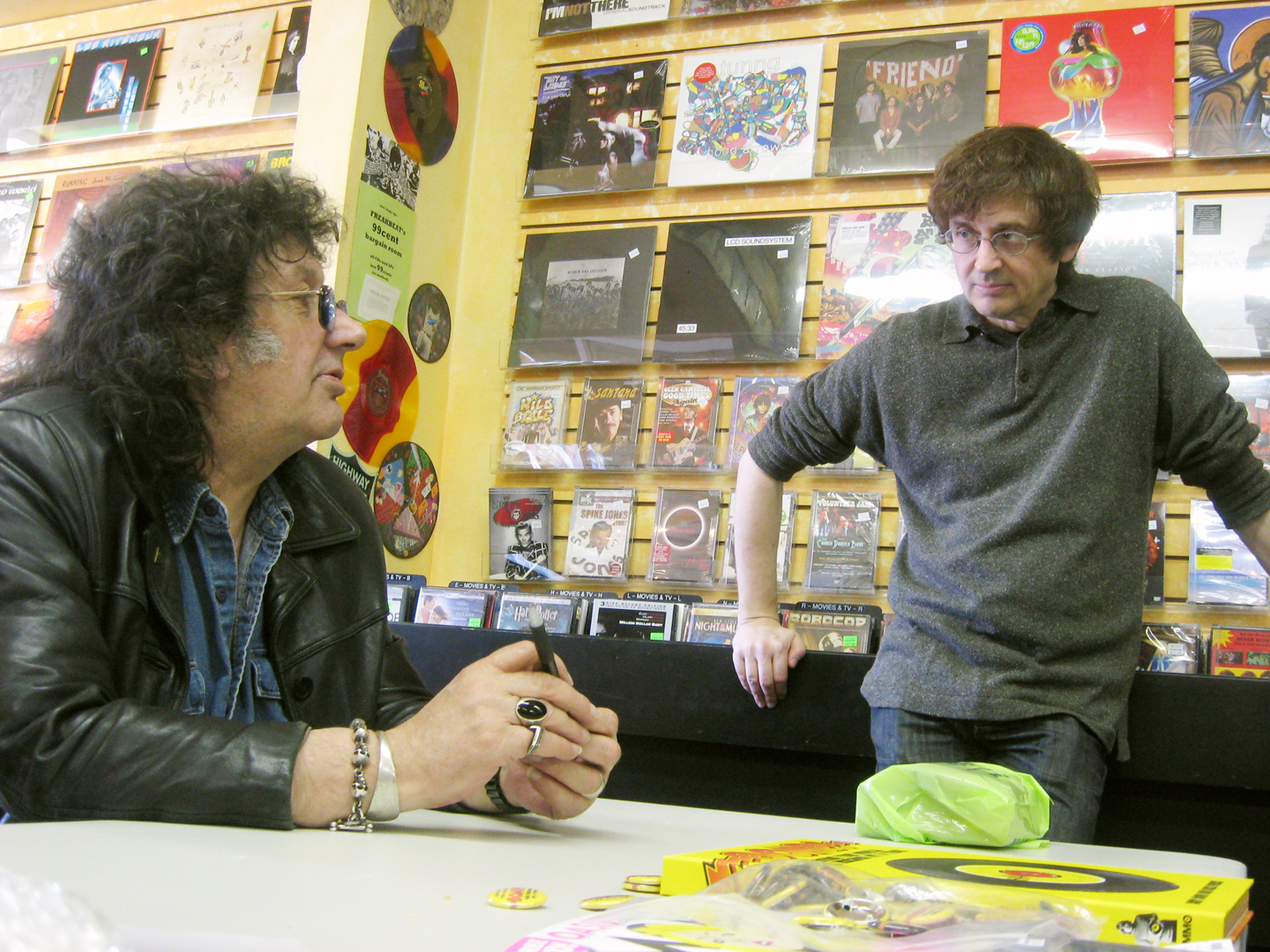
Mick Farren (links) 2007

Michael Anthony „Mick“ Farren (* 3. September 1943 in Cheltenham, Gloucestershire; † 27. Juli 2013 in London, England) war ein britischer Journalist, Science-Fiction-Autor und Sänger, der auch als Politaktivist eng mit der Gegenkultur und dem Underground in Großbritannien verbunden war. Er lebte in Los Angeles.

## Wirken

### Als Musiker
Farren war von 1967 bis 1969 Sänger der Protopunk-Band The Deviants, mit der er drei Alben veröffentlichte. Im Jahr 1970 erschien sein Soloalbum Mona – The Carnivorous Circus, an dem Steve Peregrin Took, John Gustafson und Paul Buckmaster mitwirkten. Danach beendete er seine musikalischen Aktivitäten, um sich auf das Schreiben zu konzentrieren.
Mitte der 1970er Jahre belebte er seine Musikerkarriere kurzzeitig neu und veröffentlichte die EP Screwed Up, das Album Vampires Stole My Lunch Money und die Single Broken Statue. Am Album waren seine Journalistenkollegin Chrissie Hynde vom NME und Wilko Johnson, Gitarrist bei Dr. Feelgood, beteiligt. Seitdem verzeichnete er nur gelegentlich musikalische Aktivitäten. Er kollaborierte mit Wayne Kramer auf Who Shot You Dutch? und Death Tongue, mit Jack Lancaster auf The Deathray Tapes und mit Andy Colquhoun auf den The Deviants-Alben Eating Jello With a Heated Fork und Dr. Crow.
Daneben schrieb er Texte für verschiedene befreundete Musiker. Er arbeitete mit Lemmy Kilmister zusammen, mit dem er Lost Johnny für Hawkwind und Keep Us on the Road sowie Damage Case für Motörhead schrieb. Mit Larry Wallis schrieb er When’s the Fun Begin? für die Pink Fairies sowie verschiedene Titel für Wallis’ Soloalbum Death in a Guitar Afternoon. Für Wayne Kramers Single Get Some schrieb er Mitte der 1970er den Text sowie in den 1990ern weitere Liedtexte.

### Als Autor
Während der frühen 1970er schrieb er für die britische Untergrundpresse wie die International Times und begründete die Comic-Reihe Nasty Tales, die er erfolgreich gegen den Vorwurf der Obszönität verteidigte. Später schrieb er für die Mainstream-Zeitschrift New Musical Express (NME), für die er den Artikel The Titanic Sails At Dawn (dt.: Die Titanic segelt in der Dämmerung) verfasste, eine Analyse darüber, was nach seiner Meinung die Misere der zeitgenössischen Rockmusik ausmachte und letztlich zur Entstehung des Punk führte.
Er ist der Autor von über 20 Science-Fiction-Romanen. Sein erster Roman The Texts of Festival (1973) ist in einer postapokalyptischen Zukunft angesiedelt, in der die heutige Rockmusik Basis der Religion ist.
Die DNA Cowboys-Tetralogie (The Quest of the DNA Cowboys, 1976, Synaptic Manhunt, 1976, The Neural Atrocity, 1977, und The Last Stand of the DNA Cowboys, 1989) kann in ihrer Mischung aus Elementen der Underground-Literatur und der Science-Fiction als ein Vorläufer des Cyberpunk gelten.
Sein 1989 erschienener Roman The Armageddon Crazy spielt in den USA, in denen nach dem Jahr 2000 Fundamentalisten regieren und die Verfassung untergraben.
Die Reihe um Victor Renquist (The Time of Feasting, 1996, Darklost, 2000, More Than Mortal, 2001, und Underland, 2002) gehört in den Bereich urbaner Vampir-Fantasy. Am 3. Mai 2010 kündigte Farren in seinem Weblog an, dass er an einem weiteren Roman über Victor Renquist mit dem Arbeitstitel Renquist V. arbeite, der aber nicht mehr erschienen ist.
Farren schrieb mehr als zehn Sachbücher, größtenteils Biografien (unter anderem vier über Elvis Presley), autobiografische und Bücher über Kultur (zum Beispiel The Black Leather Jacket) sowie Gedichte. Von 2003 bis 2008 war er Kolumnist für die Wochenzeitung Los Angeles CityBeat.

### Andere Aktivitäten
Farren organisierte 1970 das Festival Phun City. Lange Zeit war er mit den britischen Hells Angels verbunden, welche für Phun City die Security stellten; sie verliehen ihm sogar eine Ehrenplakette, die er für sein erstes Soloalbum Mona verwenden durfte. Er war ein prominenter Aktivist der britischen White-Panthers-Bewegung, eine Gruppierung, die insbesondere kostenloses Essen und weitere Unterstützung für kostenlose Festivals wie das Windsor Free Festival organisierte.

### Tod
Mick Farren kollabierte aufgrund eines Herzinfarkts am 27. Juli 2013 während eines Auftritts mit seiner Band The Deviants auf der Bühne des The Borderline in London. Der Auftritt fand im Rahmen des The Atomic Sunshine One Day Festivals statt. Er starb an den Folgen dieser Infarkts in einem Krankenhaus in London.

## Diskografie (Auszug)
mit The Deviants
- Ptooff! (1967, Underground Impresarios/Decca Records)
- Disposable (1968, Stable Records)
- The Deviants 3 (1969, Transatlantic Records)
- Eating Jello With a Heated Fork (1996, Alive Naturalsound Records)
- The Deviants Have Left The Planet (1999, Kompilation)
- This CD Is Condemned (2000, Alive Records)
- On Your Knees, Earthlings (2001, Alive Records)
- Dr. Crow (2002, Track Records)

Solo
- Mona – The Carnivorous Circus (1970, Transatlantic Records)
- Vampires Stole My Lunch Money (1978, Logo Records)
- To The Masterlock (2005, Livealbum, Captain Trip Records)

Kollaborationen
- Wayne Kramer & Mick Farren – Who Shot You Dutch? (1987)
- Wayne Kramer – Death Tongue (1991, Progressive Records)
- Tijuana Bible – Gringo Madness (1993)
- Mick Farren & Jack Lancaster – The Deathray Tapes (1995, Alive Records)

## Schriften
Romane
- The Texts of Festival (1973)
- The Tale of Willy’s Rats (1974)
- The Quest of the DNA Cowboys (1976)
- Synaptic Manhunt (1976)
- The Neural Atrocity (1977)
- The Feelies (1978)
- The Song of Phaid the Gambler (1981, in den USA in zwei Bänden: Phaid the Gambler, 1986, und Citizen Phaid, 1986)
- Protectorate (1984)
- Corpse (1986, auch als Vickers)
- Their Master’s War (1988)
- The Long Orbit (1988, auch als Exit Funtopia)
- The Armageddon Crazy (1989)
- The Last Stand of the DNA Cowboys (1989)
- Mars — The Red Planet (1990)
- Necrom (1991)
- The Time of Feasting (1996)
- Back from Hell (1999)
- Jim Morrison’s Adventures in the Afterlife (1999)
- Darklost (2000)
- More Than Mortal (2001)
- Underland (2002)
- The DNA Cowboys Trilogy (Omnibus, 2002)
- Kindling (2004)
- Conflagration (2006)

Kurzgeschichten
- The Ants Are Going (1978)
- The Great Elvis Presley Look-Alike Murder Mystery (1981)
- Fun in the Final Days (1990)
- Zones of Chaos (Sammlung, 2009)

Sachbücher
- Elvis in His Own Words (1977)
- mit David Dalton: Rolling Stones in Their Own Words (1980); deutsch: The Rolling Stones – In eigenen Worten. Palmyra, Heidelberg 2005
- Encyclopedia of British Beat Groups and Solo Artists of the Sixties (1980, mit Colin Cross und Paul Kendall)
- Elvis Presley: The Illustrated Record (1982)
- The Black Leather Jacket (1985)
  - Deutsch: Black Power: Der Kult der schwarzen Lederjacke. Übersetzt von Loretta Wolf. Heyne, München 1987, ISBN 3-453-35086-3.
- Elvis And The Colonel (1988)
- CIA Files: Secrets of "The Company" (2000)
- Give The Anarchist A Cigarette (2001)
- Gene Vincent: There’s One in Every Town (2004)